# Battaglia (fumetto)
Battaglia è una serie di albi a fumetti edita da Editoriale Cosmo, che ha per protagonista Pietro Battaglia personaggio creato da Roberto Recchioni e Leomacs nel 2007 con l'albo Battaglia - Le guerre di Pietro edito da Edizioni BD.
La serie racconta le avventure di Pietro Battaglia, un soldato siciliano trasformato in un vampiro da una maledizione dopo essere stato ucciso durante la Battaglia di Caporetto. Da quel giorno, l'immortale Battaglia è divenuto un mostro al servizio degli uomini più potenti della storia d'Italia e la sua mano si cela dietro ad alcuni dei più grandi misteri e crimini della storia del belpaese. La particolarità della serie Battaglia è che ogni numero racconta una vicenda completamente autoconclusiva, ambientata in uno specifico periodo storico o riguardante uno specifico personaggio della storia italiana con il quale Battaglia ha avuto a che fare.

## Storia editoriale
Pietro Battaglia è uno dei personaggi più vecchi creati da Roberto Recchioni. Nato inizialmente come parte del cast di personaggi di Dark Side (fumetto dai toni dark-supereroistici creato da Recchioni nel 1994 per BDB Presse). A questo stadio, il personaggio era stato concepito per essere un emulo di Wolverine all'interno del gruppo supereroistico protagonista del fumetto. Dopo la chiusura della serie, Recchioni porta avanti il personaggio con Dark Side - Battaglia del 1995 (edito da StarShop), in cui lo reinventa in chiave pulp, conferendogli il look che lo caratterizzerà nelle sue iterazioni suggestive. Ma è solo con Battaglia - Vota Antonio (Factory, 1998) che il personaggio raggiunge la sua forma definitiva, ovvero quello di antieroe le cui avventure sono radicate nella storia criminale Italiana; è anche la prima storia di Battaglia che vede ai disegni Leomacs, che, per l'appunto, creerà il look definitivo del personaggio.
Nel 2007, per Edizioni BD, Recchioni e Leomacs realizzano Battaglia - Le guerre di Pietro, graphic novel che esplora le origini del personaggio e della sua maledizione (il volume conteneva anche Vota Antonio). Ma è solo nel 2014, quando i diritti del personaggio vengono acquisiti da Editoriale Cosmo, che Battaglia diventa una vera e propria serie. La serie inizia con una miniserie di 5 albi mensili (inaugurati da un numero zero di 8 tavole realizzato dagli stessi Recchioni e Leomacs), realizzati da team artistici diversi (ma sempre con Recchioni ai soggetti e alla supervisione dei testi e Leomacs alla supervisione dei disegni). Il formato di questa prima serie era pocket. Poi la serie assunse una periodicità non fissa, con coppie di volumi rilasciati all'incirca annualmente, in formato bonellide. 
Nel 2017, Editoriale Cosmo annuncia la miniserie mensile Caput Mundi - I Mostri di Roma che, partendo dal personaggio di Pietro Battaglia, dovrebbe dare inizio a un vero e proprio universo condiviso proprietario per la casa editrice emiliana, con personaggi ricorrenti e una continuity più serrata.

## Albi diBattaglia
| Nr. | Titolo                          | Pubblicazione        | Soggetto          | Sceneggiatura                 | Disegni                                                                           | Copertina |
| --- | ------------------------------- | -------------------- | ----------------- | ----------------------------- | --------------------------------------------------------------------------------- | --------- |
|     | Le guerre di Pietro             | Prima edizione: 2007 | Roberto Recchioni | Roberto Recchioni             | Leomacs                                                                           | Leomacs   |
| 0   | I postumi                       | ottobre 2014         | Roberto Recchioni | Roberto Recchioni             | Leomacs                                                                           | Leomacs   |
| 1   | La figlia del capo              | aprile 2015          | Roberto Recchioni | Michele Monteleone            | Fabrizio Des Dorides                                                              | Leomacs   |
| 2   | La lunga notte della Repubblica | maggio 2015          | Roberto Recchioni | Giulio Antonio Gualtieri      | Ryan Lovelock                                                                     | Leomacs   |
| 3   | Muro di piombo                  | giugno 2015          | Roberto Recchioni | Giovanni Masi                 | Francesco Francini                                                                | Leomacs   |
| 4   | Sodoma                          | luglio 2015          | Roberto Recchioni | Stefano Marsiglia             | Riccardo La Bella                                                                 | Leomacs   |
| 5   | ..E le foibe?                   | novembre 2015        | Roberto Recchioni | Giulio Antonio Gualtieri      | Walter Venturi                                                                    | Leomacs   |
| 6   | Il pio padre                    | luglio 2016          | Roberto Recchioni | Giulio Antonio Gualtieri      | Valerio Nizi                                                                      | Leomacs   |
| 7   | Dentro Moana                    | novembre 2016        | Roberto Recchioni | Roberto Recchioni Mauro Uzzeo | Pierluigi Minotti Marco Patrucco Valerio Befani Fernando Proietti Ettore Dicorato | Leomacs   |
| 8   | Ragazzi di morte                | luglio 2017          | Roberto Recchioni | Luca Vanzella                 | Pierluigi Minotti Valerio Befani                                                  | Leomacs   |
| 9   | Lo stalliere                    | settembre 2017       | Roberto Recchioni | Dario Sicchio                 | Francesco Prenzy Chiappara                                                        | Leomacs   |